# Axel Guldström
Axel Evers Guldström, född 14 juni 1901 i Berga övre, Lyse församling, Göteborgs och Bohus län, död 12 februari 1952 i Oskar Fredriks församling, Göteborg
, var en svensk målare.
Guldström studerade konst vid Valands målarskola samt under studieresor i utlandet. Hans konst består av stadsbilder och landskapsmålningar.